# Joseph Franz Anton von Auersperg

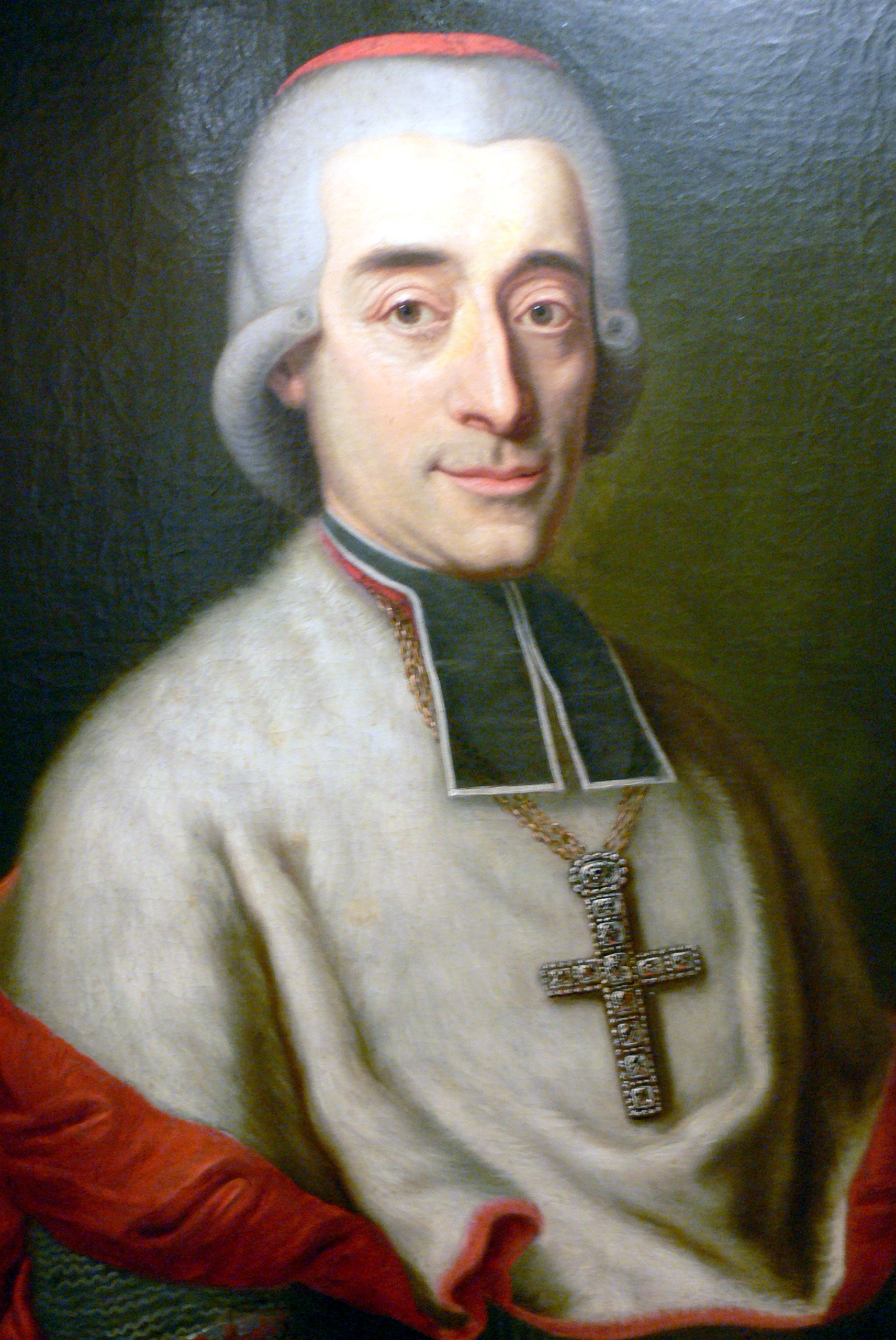
Kardinal Joseph Franz Auersperg
(1734–1795)

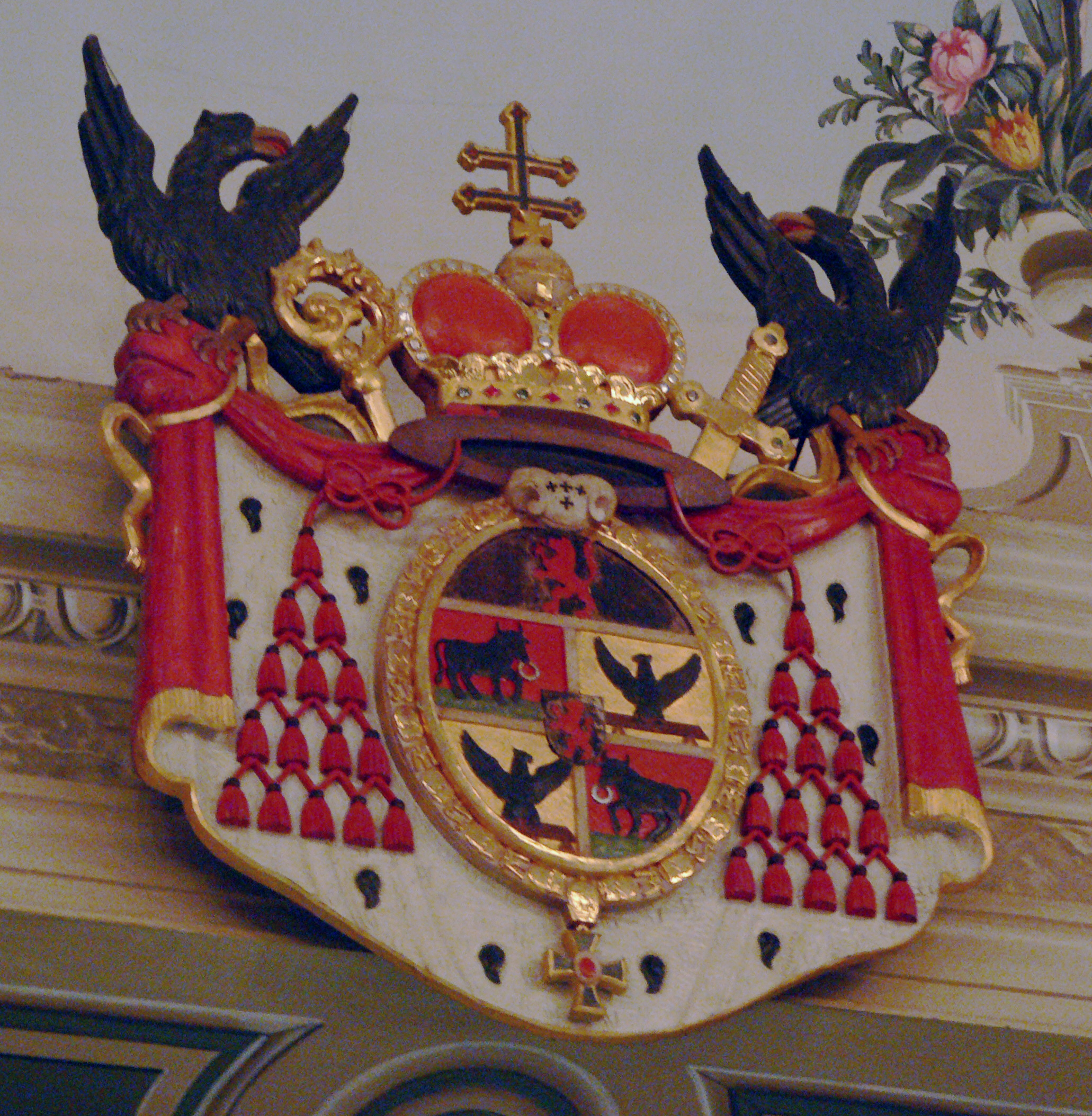
Wappen des Fürstbischofs im Passauer Stadttheater

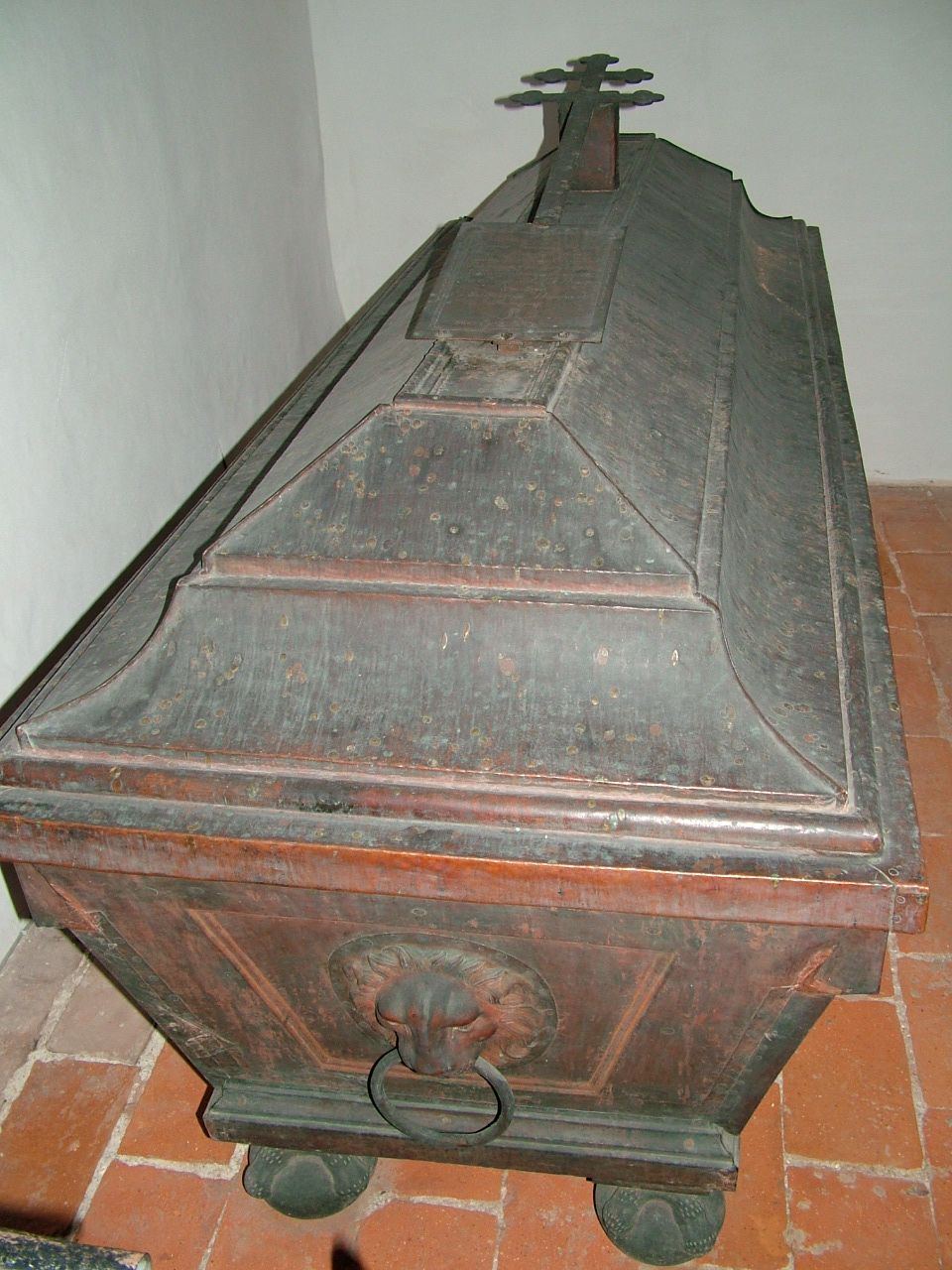
Grabstätte von Fürstbischof Auersperg in Passau

Graf Joseph Franz Anton von Auersperg (* 31. Jänner 1734 in Wien; † 21. August 1795 in Passau) war ein österreichischer Bischof, Fürstbischof von Passau und Kardinal.

## Leben
Joseph Franz Anton von Auersperg wurde in Wien als Sohn des Heinrich Joseph 4. Fürsten von Auersperg, Herzog von Münsterberg und Frankenstein in Schlesien, und der Maria Franziska von Trautson und Falkenstein geboren. Sein Vater war kaiserlicher Rat und Oberstallmeister. Schon in jugendlichen Jahren erhielt er ein Kanonikat in Salzburg und Passau sowie die Propstei Ardagger.
Auf Betreiben des Salzburger Erzbischofs Schrattenbach wurde er 1763 erst 28-jährig Bischof von Lavant und wurde am 20. Mai 1763 in Salzburg zum Bischof geweiht, 1773 erhielt er zusätzlich die Propstei St. Mauritzen in Friesach. Den durch ein Erdbeben schwer beschädigten Bischofshof in St. Andrä im Lavanttal ließ er zum Teil aus seinem eigenen Vermögen restaurieren.
Am 31. Januar 1773 wurde er zum Bischof von Gurk konfirmiert, am 1. Mai wurde er im Gurker Dom inthronisiert und regierte bis 1783 im Geiste des aufgeklärten Staatskirchentums. Das kaiserliche Toleranzpatent gab er 1782 an seinen Klerus in einem Hirtenbrief weiter. Für konfessionelle Mischehen sollten in Zukunft kein Revers mehr über die katholische Erziehung der Kinder verlangt werden, der Gebrauch des Rosenkranzes und des Weihwassers sei nur mehr mit größter Vorsicht gestattet sowie das Umhängen von Pfennigen und andere Gebräuche, die den Aberglauben des Volkes bestärken könnten, seien verboten. Dafür erhielt er von Kaiser Joseph II. größtes Lob. Bei einem großen Teil der Gläubigen stieß der Bischof jedoch auf großen Protest. Sein Bistum machte er durch zahlreiche kirchliche Reformen zum Modell einer staatskirchlichen Diözesanverwaltung. Hier ließ er Schloss Pöckstein von Johann Georg von Hagenauer erbauen. Bei der Mitarbeit um eine neue Diözesanregelung von Innerösterreich wurde Auerspergs Vorschlag, das Bistum Gurk zur Erzdiözese zu erheben, nicht angenommen. Anlässlich des ersten Papstbesuches in Österreich durch Papst Pius VI. reiste Auersperg nach Laibach, um den Gast dort am 16. März 1782 auf seiner Reise nach Wien zu begrüßen.
Das Passauer Domkapitel wählte den aufgeklärten Kirchenfürsten Auersperg am 19. Mai 1783 zum Bischof, nachdem Kaiser Joseph II. unmittelbar nach dem Tod von Kardinal Leopold Ernst von Firmian die österreichischen Teile von der Diözese Passau abgetrennt hatte. Der neue Fürstbischof konnte den Kaiser nicht umstimmen und verzichtete auf alle Diözesanrechte in den österreichischen Gebieten.
Unterstützt von seinem Bruder Graf Johann von Auersperg, den er zum Generalvikar machte, führte er in den folgenden Jahren einschneidende Reformen im Geiste des Josefinismus durch. Er bekämpfte verschiedene Formen der Volksfrömmigkeit, ließ bei Visitationen beanstandete Heiligenbilder entfernen, untersagte das Wetterläuten und verbot Predigten gegen Protestanten. Er förderte die Armen- und Krankenpflege und ließ gleichzeitig das Betteln bei Strafe verbieten. Theater und Oper, die er als Bildungseinrichtungen begriff, erlebten unter ihm eine Blütezeit. Am 30. März 1789 ernannte ihn Papst Pius VI. zum Kardinal.
Unter Auersperg entstanden außer dem Hoftheater mit dem Redoutenhaus vor allem Schulhäuser, Krankenhäuser, Verwaltungsgebäude, Straßen und Brücken, insbesondere die Innpromenade in Passau. Für sich selbst ließ er, wie alle andere Bauten zuvor, vom hochfürstlichen Hofbaumeister und lebenslangen Freund Johann Georg von Hagenauer das Schloss Freudenhain als Sommerresidenz errichten, zu dem ein bedeutender Park gehörte. In seiner Villa im Holländerdörferl, einem künstlichen Dorf inmitten des Parks, starb er unerwartet im Alter von 61 Jahren. Er wurde in der Gruft des Passauer Doms bestattet.